# Parauxa rufoantennata
Parauxa rufoantennata är en skalbaggsart som beskrevs av Stefan von Breuning 1966. Parauxa rufoantennata ingår i släktet Parauxa och familjen långhorningar.
Artens utbredningsområde är Madagaskar. Inga underarter finns listade i Catalogue of Life.